# María Del Cerro
María Del Cerro (sinh ngày 20 tháng 3 năm 1985) là một người mẫu, nữ diễn viên, người dẫn chương trình truyền hình, doanh nhân và nhà thiết kế thời trang người Argentina. Cô bắt đầu sự nghiệp người mẫu của mình tham gia vào chương trình thực tế cho các người mẫu SúperM vào năm 2001, và trở thành một trong những nhân vật người mẫu hàng đầu của Argentina. Del Cerro sinh ra sự nghiệp diễn xuất của cô vào năm 2007, trong bộ phim truyền hình Romeo y Julieta. Vai trò lớn nhất của cô bây giờ đã đến với loạt trò chơi của Tập đoàn Cris Morena, Casi Ángeles. Trước đó, Del Cierro cũng được biết đến là bạn gái của diễn viên nổi tiếng Benjamín Rojas.

## Sự nghiệp
Cô bắt đầu sự nghiệp của mình bằng cách tham gia vào chương trình thực tế Super M 2002. Sau đó bắt đầu một sự nghiệp người mẫu, đến cuộc diễu hành là bộ mặt của các thương hiệu lớn.
Trong năm 2007 ra mắt như một nữ diễn viên trong tuổi teen telenovela Romeo and Juliet.
Từ năm 2008 đến năm 2010, vai "Melody Peace", trong series Casi Ángeles.
Hơn nữa, bởi nhóm nhạc 'Man and' Teen Angels đã lưu diễn ở Argentina, Israel, Chile, Peru, Tây Ban Nha, Mexico và Panama.
Năm 2011, cô tham gia với vai Carolina trong tiểu thuyết Los únicos với sự tham gia của Mariano Martinez, Nicolás Cabré và Nicolás Vázquez.
Năm 2012, cô tham gia dàn diễn viên của vở kịch xà phòng Lobo, màn trình diễn của The Thirteen. Sau đó cô xuất hiện trong vai Dulce amor.
Vào năm 2013, cô đóng vai chính trong bộ phim mini Sandia con vino và dẫn dắt các bộ phim cũng như thu âm bộ phim đầu tiên của cô, Chicos católicos.
Trong suốt năm phát hành, cô đã tham gia thương hiệu Sweet Victorian với dòng đồ lót và đồ bơi phụ nữ của riêng mình với tư cách là một nhà thiết kế.

## Cuộc sống cá nhân
Del Cerro có biệt danh là "Mary" của bạn bè và gia đình. Cô trích dẫn Bon Jovi nghệ sĩ âm nhạc yêu thích của cô, cuốn sách yêu thích Alchemist và bộ phim yêu thích của Jerry Maguire. Del Cerro ngày diễn viên nổi tiếng người Argentina và ca sĩ Benjamín Rojas trong bốn năm, công bố sự chia tay trong năm 2010. Cô ấy đang thực sự hẹn hò với Dj "Meme" Bouquet. Họ có một em bé gọi Mila Bouquet. Cô sinh vào tháng 8 năm 2015.

## Phim
| Năm  | Tiêu đề       | Vai trò | Giám đốc      |
| ---- | ------------- | ------- | ------------- |
| 2013 | Cop Catolicos | -       | Carlos Kaspar |

## Đóng phim
| Năm       | Tựa đề          | Dạng                 | Vai           |
| --------- | --------------- | -------------------- | ------------- |
| 2002      | Super M         | Chương trình thực tế | Chính cô ấy   |
| 2007      | Romeo y Julieta | Phim truyền hình     | Camille Donté |
| 2008–2010 | Casi Ángeles    | Phim truyền hình     | Melody Paz    |
| 2011      | Los Unicos      | Phim truyền hình     | Carolina      |
| 2012      | Lobo            | Phim truyền hình     | Flor Mujica   |
| 2012      | Dulce Amor      | Phim truyền hình     | Melina        |
| 2013      | Sandia con vino | Phim truyền hình     |               |
| 2013      | Yups            | Chương trình tivi    | Máy chủ TV    |